# Jozef Samborský
Jozef Samborský (* 9. Januar 1951 in Nové Mesto nad Váhom) ist ein ehemaliger slowakischer Leichtathlet, der sich auf den Mittelstreckenlauf spezialisiert und für die Tschechoslowakei an den Start ging.

## Sportliche Laufbahn
Erste internationale Erfahrungen sammelte Jozef Samborský vermutlich im Jahr 1970, als er bei den Junioreneuropameisterschaften in Paris mit 1:54,8 min im Halbfinale im 800-Meter-Lauf ausschied und mit der tschechoslowakischen 4-mal-400-Meter-Staffel in 3:17,0 min den sechsten Platz belegte. 1973 schied er bei den Halleneuropameisterschaften in Rotterdam mit 1:52,60 min in der Vorrunde über 800 Meter aus und gewann mit der 4-mal-720-Meter-Staffel in 6:21,60 min gemeinsam mit Ivan Kováč, Jozef Plachý und Ján Šišovský die Silbermedaille hinter dem Team aus der Bundesrepublik Deutschland.

## Persönliche Bestzeiten
- 800 Meter: 1:47,30 min, 14. Juni 1972 in Berlin
  - 800 Meter (Halle): 1:52,60 s, 10. März 1973 in Rotterdam